# Villa Mirabello (Varese)
Villa Mirabello è una villa situata a Varese, all'interno del complesso dei giardini del Palazzo Estense. 

## Storia e descrizione
La più antica attestazione di una dimora signorile in località Mirabello è del 1725, anno in cui Girolamo di Colloredo-Waldsee fu ospite dei proprietari di allora - la famiglia Gorla.
Successivamente, la dimora passò dapprima nelle mani del Conte Gaetano Stampa di Soncino e, in seguito, in quelle della famiglia Taccioli (1838), la quale commissionò all'architetto Clericetti un importante intervento di ristrutturazioni. A Luigi Taccioli si deve, nel 1839, la costruzione di una scuderia. I lavori del Clericetti, comprensivi del rifacimento della cappella gentilizia, durarono fino al 1840 e conferirono alla villa un aspetto di dimora inglese con, in adiacenza, una serie di serre. Gli interventi comportarono inoltre la realizzazione di una torretta.
Dopo essere passata ai marchesi Litta Modignani, dal 1948 (o 1949) la villa è proprietà dell'amministrazione comunale e oggi ospita il Museo civico archeologico e la Sezione Risorgimentale dei Musei Civici di Varese.